# 新青年 (日本)
『新青年』（しんせいねん）は、1920年に創刊され、1950年まで続いた日本の雑誌。発行は博文館（末期は同社解体のため、江古田書房→文友館→博友社に移籍）。
1920年代から1930年代に流行したモダニズムの代表的な雑誌の一つであり、「都会的雑誌」として都市部のインテリ青年層の間で人気を博した。国内外の探偵小説を紹介し、また江戸川乱歩、横溝正史を初めとする多くの探偵小説作家の活躍の場となって、日本の推理小説の歴史上、大きな役割を果たした。また牧逸馬、夢野久作、小栗虫太郎、久生十蘭といった異端作家を生み出した。平均発行部数は3万部前後、多い時は5-6万部に達していたと言われている。また内務省警保局による調査では、1927年（昭和2年）当時約1万5000部、第18巻第1号（1937年2月1日発行）が3万部、第19巻第3号（1938年2月5日発行）が2万1000部となっている。
日本の探偵小説を語る上で欠かすことのできない雑誌であるが、探偵小説専門誌でもなければ小説専門誌でもなく、現代小説から時代小説まで、さらには映画・演芸・スポーツなどのさまざまな話題を掲載した娯楽総合雑誌であった。

## 歴史

### 創刊
博文館では日露戦争後から発行していた『冒険世界』（『日露戦争写真画報』『写真画報』から改名）が大正になって時代に合わなくなったため、編集長となった森下雨村に今後の方針を任せ、森下らは若い層に向けた新雑誌の構想を立て、社主の意向で地方青年向きの内容で『新青年』という名前の雑誌として、1920年（大正9年）1月に創刊した。当初は、若者の背中を押し海外雄飛を促すことをねらった、ブラジルに移住して新天地を拓こうといった類の評論が巻頭を飾るような硬派な雑誌であったが、森下が主導し翻訳探偵小説を載せるようになると、やがて日本における探偵小説の唯一の発表舞台として不動の地位を築き、海外雄飛を奨励する傾向は自然消滅した。探偵小説は、当時の他の娯楽雑誌ではほとんど扱いが無く『新青年』の独自性を高める要因になった。
翻訳小説では、創刊号では青年向き読物の他に、編集局長長谷川天渓の発案でオースティン・フリーマン「オシリスの眼」（保篠龍緒訳）、雨村によるセクストン・ブレイクものの紹介を掲載した。創作では、10枚の掌編ミステリ小説の懸賞募集を行った。1921年1月号では翻訳6編、8月には増刊号「探偵小説傑作集」を発行し、モーリス・ルブラン「水晶の栓」、チェスタトン「青い十字架」、L.J.ビーストン「マイナスの夜光珠」などを掲載。1922年からはこの増刊は年2回発行された。また募集により、1920年に八重野潮路（西田政治、「林檎の皮」1920年4月号）、21年に横溝正史（「恐ろしき四月馬鹿」1921年4月号）、22年に水谷準（「好敵手」1922年12月号）がそれぞれ入選する。西田、横溝、浅野玄府、妹尾韶夫、谷譲次らは翻訳も盛んに手がけ、小酒井不木も探偵小説の研究随筆、翻訳、創作を発表するようになる。
編集方針として翻訳探偵小説と創作探偵小説を大きな二本柱とし、そこにエッセイやコラムを交えるのが大まかなパターンであった。編集会議ではおもしろそうな提案でも他所がやっていることは却下され、他誌がやらないことをやろうという精神が骨格にあった。新しいこと、すなわち現代風をよく表現できるものとしてコラムやエッセイ、レイアウトに着目していた。
挿絵画家としては、創刊から間もなく松野一夫が原稿を持ち込み、森下編集長に認められ挿絵の執筆を始める。松野は1921年5月号で初めて表紙絵を担当、その後、1921年7月号、10月号、1922年1月号を経て、1922年3月号から1948年3月号まで連続して表紙絵を担当することになった。

### モダニズムの時代
探偵小説愛好家であった江戸川乱歩は馬場孤蝶に創作作品「二銭銅貨」を送ったが読んでもらえなかったため、雨村に送り直して1923年4月号に掲載され、怪奇幻想色の濃い後年の作風とは異なる論理性の高い探偵小説を続けて発表する。これに刺激を受けて、横溝、水谷の他に、角田喜久雄、山下利三郎らが執筆、さらに新人として甲賀三郎、大下宇陀児、城昌幸、渡辺温、牧逸馬、国枝史郎、夢野久作などがデビューした。文壇作家では片岡鉄兵、佐々木味津三、平林たい子、戸川貞雄、林房雄、佐藤春夫なども探偵小説を寄稿した。
翻訳では、ビーストン、コナン・ドイル、バロネス・オルツィ、アガサ・クリスティ、メルヴィル・デイヴィスン・ポーストらの探偵小説、その他にジョンストン・マッカレー、P・G・ウッドハウス、オー・ヘンリーらのコントが人気を博した。
1925年から横溝が編集に加わり、当時のモダニズムを取り入れてユーモア小説を掲載するようになり、1927年3月号から2代目編集長となる。編集助手は渡辺温。この誌面を乱歩は「日本娯楽雑誌中の最も上級な新味のあるものになりきった」と評した。乱歩が1928年8月増刊号から10月号にかけて連載した『陰獣』は、最終回の掲載された10月号が売り切れて3刷まで増刷する ほどの人気となったが、乱歩は、探偵小説以外に重点を置く本誌からはその後遠ざかった。また、『陰獣』の挿絵を担当したのは竹中英太郎であり、これが『新青年』への初登場となった。
1928年10月号からは延原謙が3代目編集長となり、巻頭漫画がカラーとなり、またヴァン・ダインの紹介が始まって人気となった。この時期には、稲垣足穂、海野十三、浜尾四郎、渡辺啓助なども掲載。葉山嘉樹、村山知義らの左翼作家作品もあった。
1929年8月号から水谷準が4代目編集長となる。野球好きだった水谷は学生野球の記事の掲載を始め、1930年には野球増刊を2回発行する。若者向けに、ファッション、新刊紹介、音楽時評、映画界噂話などのページも充実し、1931年には谷崎潤一郎『武州公秘話』の連載が話題となった。1932年には飛田穂洲「熱球三十年」、33年は徳川夢声「くらがり三十年」、獅子文六「西洋色豪伝」、井上吉次郎「スポーツ社会学」、矢部謙次郎「マイクロ十年」などを連載、創作読み切りとして小栗虫太郎「完全犯罪」掲載、34年は柳家金語楼「金語楼半代記」などを連載、創作で木々高太郎がデビューした。木々は1936年連載の『人生の阿呆』で第4回直木賞を受賞する。また1930年以降では、井伏鱒二、深尾須磨子、宇野千代、吉屋信子、堀辰雄、川端康成、阿部知二、岸田國士、室生犀星などを掲載。清沢洌の創作「精神分析をされた女」は1929年掲載。新漫画派集団として、吉田貫三郎、横山隆一、樺島勝一らが1932年頃から活躍する。

### 戦時色の時代
日華事変が拡大するとその影響も受けるようになり、1936年に武藤貞一「これが戦争だ」、国際小説と銘打って泉谷彦「くの一葉子」「大海戦未来記」などを掲載、翌年は戦争実録ものを多く掲載し、増刊「輝く皇軍号」も発行。
1938年1月号から上塚貞雄（乾信一郎）が5代目編集長となる。軍人による「陸海軍時局対談」の掲載、吉川英治「特急『亜細亜』」（梅原北明による代作）連載など、戦時色を強めていき、探偵小説は次第に減っていった。1939年には軍人による国際問題小説、海戦小説と銘打たれた作品が増えるが、水谷が編集長に返り咲き、戦争読物を削って小説を主とするようになり、特に一千円懸賞で入選した鳴山草平などの時代小説、横溝、城、久生十蘭の捕物帳などが増加、海野、大下は科学小説に向かった。他に小説では宇野信夫、秘田余四郎や、山手樹一郎の時代小説、岡田誠三による戦争の悲惨さを描いた作品もあった。翻訳小説の増刊号も1940年が最後となり、1941年からは読物欄の名前もカタカナ名から漢字の名前に変え、小説や読物も軍人によるものが増える。1942年には用紙統制によって236ページとかつての半分となり、1944年には56ページにまで減る。1945年2月号まで発行し、3月号の見本が出来たところで印刷所の共同印刷が空襲で焼かれて発行ができなくなった。

### 戦後
1945年10月に32ページ70銭で復刊、2万部発行。編集長の横溝武夫（横溝正史の異母弟）が探偵小説嫌いなためもあり、現代小説、ユーモア小説主体で発行。山本周五郎が「覆面作家」名義で『寝ぼけ署長』などを連載した。
博文館は財閥解体の圧力や大橋進一社長の公職追放などで解散する。1947年9月号までは博文館の発行であったが、その後、発行所の名義は江古田書房（1947年10月号 - 1948年3月号）、文友館（1948年4・5月合併号 - 1949年1月号）、博友社（1949年2月号 - 1950年7月号）と移り変わっている。
1948年4・5月合併号から高森栄次が編集長となる。1949年に横溝正史『八つ墓村』の連載が始まって探偵小説色を取り戻し、江戸川乱歩『探偵小説三十年』、次いで山田風太郎、島田一男ら新人や、火野葦平、林房雄、船山馨の探偵小説も掲載されるが、探偵小説雑誌としては『宝石』『ロック』などの新雑誌が中心となっていて経営は改善されず、実売も1万部に満たなかった。
1950年1月8日、正月恒例の木々高太郎邸での新年会が、この年に限って博友社で開催された。出席者は、木々高太郎、大坪砂男、永瀬三吾、宮野村子、岡田鯱彦、氷川瓏、本間田麻誉。一同揃うと、神楽坂の小料理屋”喜らく”に連れていかれ、高森編集長が、今日は座談会であると切り出した。いわゆる”抜打座談会事件”で、『新青年』1950年4月号に掲載された。これに本格派の作家たちが激怒・反論し、また本格派作家の牙城とされた雑誌『宝石』編集部が怒り心頭に達した。この事件のわずか3ヶ月後、1950年7月号で『新青年』は終刊となった。
なお、終刊号は上述の通り1950年7月号だが、その後に東京鉄道局旅客課編『山の旅案内 コースと賃金』というガイドブックが、名目上『新青年』の7月増刊号という形で発行されており、形式的にはこちらが最終号である。内容的には本誌とは全く無関係なガイドブックで、流通の都合から雑誌増刊号という形式で出されたものと考えられている。

### 復刻
本の友社より1990年から2003年にかけて合本復刻されている。

### 歴代編集長
1. 森下雨村（1920年1月創刊号 - 1927年2月号）
2. 横溝正史（1927年3月号 - 1928年9月号）
3. 延原謙（1928年10月号 - 1929年7月号）
4. 水谷準（1929年8月号 - 1937年12月号）
5. 上塚貞雄（乾信一郎）（1938年1月号 - 12月号）
6. 水谷準（1939年1月号 - 1946年9月号）
7. 横溝武夫（1946年10月号 - 1948年3月号）
8. 高森栄次（1948年4・5月合併号 - 1950年7月号＝廃刊）[17]

## 小説作品

### 主な掲載作品
- 江戸川乱歩『二銭銅貨』（1923年4月）
- 夢野久作『あやかしの鼓』（1926年10月）
- 小栗虫太郎『黒死館殺人事件』（1934年4月 - 12月）
- 横溝正史『八つ墓村』 （1949年3月 - 1950年3月）- 病気のため連載を中断している間に廃刊となり、『宝石』で続きが執筆された。
- 江戸川乱歩『探偵小説三十年』（1949年10月 - 1950年7月） - 廃刊後、雑誌『宝石』で続きが執筆され、『探偵小説四十年』として刊行。

### 執筆者
あ行
- 赤沼三郎
- 朝島雨之助
- 阿部鞠哉
- 天城勝彦
- 石浜金作
- 稲垣足穂
- 乾信一郎
- 井伏鱒二
- 岩藤雪夫
- 潮寒二
- 海野十三
- 江戸川乱歩
- 大池唯雄
- 大泉黒石
- 大倉燁子
- 大阪圭吉
- 大下宇陀児
- 岡田誠三
- 岡戸武平
- 小栗虫太郎
- 尾崎士郎

か行
- 勝伸枝
- 香山滋
- 川田功
- 木々高太郎
- 城戸禮
- 木村荘十
- 木村毅
- 葛山二郎
- 国枝史郎
- 黒沼健
- 小酒井不木
- 甲賀三郎

さ行
- 桜田十九郎
- 佐左木俊郎
- サトウハチロー
- 佐藤春夫
- 獅子文六
- 芝山倉平
- 島田一男
- 地味井平造
- 清水崑
- 城昌幸
- 白井喬二
- 鈴木徹男
- 瀬下耽
- 摂津茂和
- 妹尾韶夫（アキ夫）

た行
- 高木彬光
- 竹村猛児
- 立川賢
- 橘外男
- 谷崎潤一郎
- 谷譲次
- 角田喜久雄
- 角田実
- 戸田巽
- 徳川夢声

な行
- 直木三十五
- 鳴山草平
- 南部圭之助
- 西尾正
- 西田政治
- 延原謙
- 野村胡堂

は行
- 土師清二
- 橋本五郎
- 羽志主水
- 長谷川修二
- 長谷川伸
- 長谷川天渓
- 浜尾四郎
- 林耕三
- 葉山嘉樹
- 久生十蘭
- 久山秀子
- 秘田余四郎
- 火野葦平
- 平林初之輔
- 船山馨
- 星田三平
- 保篠竜緒
- 本田緒生

ま行
- 牧逸馬
- 正木不如丘
- 松野一夫
- 松本泰
- 水島爾保布
- 水谷準
- 光石介太郎
- 三橋一夫
- 水上呂理
- 南沢十七
- 宮内寒弥
- 宮野叢子
- 村上元三
- 持田敏
- 森下雨村
- 守友恒

や行
- 耶止説夫
- 山田風太郎
- 山下利三郎
- 山手樹一郎
- 山本周五郎
- 山本禾太郎
- 夢野久作
- 横溝正史
- 吉田甲子太郎
- 米田三星

ら行
- 蘭郁二郎

わ行
- 渡辺温
- 渡辺啓助
- 渡辺文子

## コラム

### モダン文化
変化する生活様式に応えるように、1929年（昭和4年）1月号からファッション欄である「わ゛にてい・ふえいあ」（Vanity Fair　邦訳・虚栄の市）が設けられた。モダン・ボーイ、モダン・ガールのお洒落、伊達、流行などを扱った。また、ファッションに限定せず、映画、音楽、ダンス、ビールの種類などに至るまで、流行の最先端が紹介された。
「わ゛にてい・ふえいあ」は翌年1930年（昭和5年）から「ヴォガンヴォグ」（Vogue en Vogue）と改題された。ここでは、洋服の基礎知識と世界の最新モード情報を紹介した。コラム内では「あんさず・あんさあ」という読者から質問を募集し、誌上で回答する欄もあった。
執筆は服飾評論家・作家の中村進治郎が1932年まで担当し、自らグラビアにも登場している。

### その他のコラム
- 縮刷図書館 - 国内外の雑誌から記事の要約版を掲載したもの。コラムの中でも大きな枠を割いていたが、日中戦争の激化により控えられるようになった[8]。
- 阿保宮千夜一夜譚　-　ばかばかしい話のコラムで、好評悪評は五分五分であった[8]。
- すりい・もんきい - 辛口の音楽評論[8]。
- アスファルト - 都市圏のニュース[8]。
- 海外問答 - 海外情報を短信で発信するもの[8]。
- ブックス・アブロード - 西欧の新刊諸情報[8]。
- カレッジ・セクション - 大学のキャンパス情報[8]。
- Ōtancino Paca Pacacino - ばかばかしいコントを読者から募集するもの[8]。

## 研究・保存・展示
1986年に創立された『新青年』研究会では、雑誌「新青年」やミステリー、モダニズム、大衆文化、文学などを研究しており、例会が月1回程度開催され、機関誌「『新青年』趣味」が発行されている。
世田谷文学館では開館記念展「横溝正史と『新青年』の作家たち」が1995年4月1日から5月7日まで開催された。また、2019年10月12日から2020年4月5日には、コレクション展「『新青年』と世田谷ゆかりの作家たち」が開催され、横溝正史、小栗虫太郎、海野十三などの関連作品が展示された。
ミステリー文学資料館では特別コレクションとして「新青年」400冊を極美本で所蔵しており、開館10周年記念行事として館内展示「『新青年』の作家たち」を行なった。
群馬県立土屋文明記念文学館では、2019年4月13日から6月9日まで、「第104回企画展『ミステリー小説の夜明け－江戸川乱歩、横溝正史、渡辺啓助、渡辺温－』」が開催され、雑誌「新青年」と、群馬県渋川市ゆかりの渡辺啓助やその弟・渡辺温などが紹介された。
くまもと文学・歴史館では、企画展「『新青年』創刊100年 編集長・乾信一郎と横溝正史」が2020年7月17日から9月22日まで開催され、横溝正史や熊本の作家・乾信一郎の自筆原稿・書簡などの貴重資料が展示された。
神奈川近代文学館では、2021年3月20日から5月16日まで、「創刊101年記念展　永遠に『新青年』なるもの――ミステリー・ファッション・スポーツ――」が開催された。
神奈川近代文学館が所蔵する「新青年」揃い全400冊のほか、「新青年」に掲載された作品の原稿や草稿、挿絵原画、関連する実物資料など約600点が出品された。
編集委員は成蹊大学文学部教授で「新青年」研究会会員の浜田雄介が務めた。

## 関連書籍
- 中島河太郎編『新青年傑作選』（全5巻）立風書房 1969年 - 1970年
- 中島河太郎編『新青年傑作選集』（全5巻）角川書店〈角川文庫〉 1977年 - 立風書房版とは別内容。
- 新青年研究会編『新青年読本 昭和グラフィティ』作品社 1988年
- ミステリー文学資料館編『江戸川乱歩と13人の新青年 〈文学派〉編』
- 同『江戸川乱歩と13人の新青年　〈論理派〉編』各・光文社文庫 2008年
- 同『悪魔黙示録「新青年」一九三八　探偵小説暗黒の時代へ』光文社文庫 2011年
- 新青年研究会編『『新青年』名作コレクション』ちくま文庫 2021年